# Ignacy Lebel
Ignacy Lebel (ur. 25 września 1792 w Grzybowie, zm. 28 marca 1861 w Niekłaniu) – lekarz, wojskowy, urzędnik, literat.

## Życiorys
Urodził się 25 września 1792 w Grzybowie w powiecie słonimskim. Był synem Wacława i Elżbiety z domu Ignatowicz. Kształcił się na Uniwersytecie Wileńskim. Uzyskał stopień doktora medycyny i chirurgii
Został żołnierzem Wojska Polskiego Królestwa Kongresowego. Około 1822 był lekarzem batalionowym w 1 pułku strzelców pieszych. Od około 1823 sprawował stanowisko sztabslekarza w 5 pułku piechoty liniowej
. Około 1828 otrzymał dymisję z tej funkcji.
Po wystąpieniu ze służby wojskowej praktykował jako lekarz w Warszawie. Podczas powstania listopadowego 1831 był lekarzem naczelnym w lazarecie w domu Jasińskiego. Potem był lekarzem Najwyższej Izby Obrachunkowej. Pełnił funkcję wiceprezesa Wydziału Lekarskiego Warszawskiego Towarzystwa Dobroczynności. Był autorem prac w zakresie literatury lekarskiej. Redagował Pamiętnik Towarzystwa Warszawskiego Lekarskiego. Otrzymał tytuł radcy dworu.
W 1836 ożenił się z Zofią Apolonią Juven (1818-1891). Mieli dzieci: Kazimierza, Zofię Julię Stefanię (od 1861 zamężna z Karolem Knabe, od 1874 zamężna z Alfredem Budzyńskim), Józefę Wiktorię, Jadwigę, Aleksandra, Marię Bronisławę. Zmarł 28 marca 1861 w Niekłaniu.

## Publikacje
- O nagannym sposobie używania merkurjuszu słodkiego (1829, Warszawa)[3]
- O kuracyi wiosenney (wyd. 2, 1830, Warszawa)[3][14]
- Uwagi nad pismem dra Małcz o cholerze indyiskey, wydanem 1831 roku w miesiącu listopadzie (1832, Warszawa)[15]
- O kompielach wiślanych w czasie lata (1835, Warszawa)[16]